# Annette Funicello
Annette Funicello est une actrice et chanteuse américaine née le 22 octobre 1942 à Utica (État de New York) et morte le 8 avril 2013 .
Elle a fait partie de la première version de l'émission The Mickey Mouse Club.

## Biographie
Née de parents italiens, Virginia Albano et Joseph Funicello, Annette Funicello commence sa carrière cinématographique très tôt : alors qu'elle n'est qu'une petite fille, elle est découverte par le producteur Walt Disney et devient l'un des enfants fétiches des studios Disney. Dans la décennie 1950, elle est la dernière star du Mouseketeers show, qui prend fin en 1958. Mais Annette Funicello, devenue désormais une icône, rencontre immédiatement un très grand succès avec la série télévisée intitulée Annette, prénom sous lequel tout le public américain la désigne alors.
En 1961, l'album Dance Annette marque la première utilisation par le studio-label Disney des vidéocassettes pour la promotion télévisuelle. Six des clips vidéos ont été tournés la même matinée au Samuel Goldwyn Studio. Bien qu'elle continue à jouer dans plusieurs films Disney dans les années 1960, Annette signe alors avec le studio American International Pictures mais reste avec Buena Vista Records pour les disques. Dans les années 1950, Annette Funicello avait acquis la célébrité à la télévision, et dans les années 1960, au cinéma, avec une série de films qui mettent à la mode les surprise-parties sur la plage (beach parties). Dans la plupart de ces films, elle a pour partenaire attitré le chanteur Frankie Avalon. Annette a raconté que Walt Disney avait un certain contrôle sur les rôles qu'elle obtenait dans les teen-party movies et qu'il lui aurait conseillé de ne pas porter de bikini pour ne pas ternir son image et celle des studios Disney. Ainsi Annette apparaît toujours dans ces films vêtue d'un maillot de bain une pièce ou d'un deux pieces cachant son nombril. Annette dira plus tard qu'elle était complètement d'accord avec Walt Disney concernant ce sujet.
En 1963, le premier film de cette série, intitulé Beach Party, a pour réalisateur William Asher ; il obtient un énorme succès, suivi, entre autres, en 1964 par Muscle Beach Party et Bikini Beach (la seule fois où l'on voit Annette vêtue d'un bikini). Les bandes originales de ces films sont édités par Buena Vista Records. Lorsque le succès de ce genre de film a commencé à diminuer, l'actrice a fondé une famille, et à l'exception de quelques rares apparitions à la télévision (notamment dans des films Disney), sa carrière d’actrice a considérablement décliné. Jimmy Johnson, président de Walt Disney Records a écrit un scénario de comédie avec des chansons des frères Sherman mais la mort de Walt Disney fin 1966 a mis un terme à ce projet.
Walt Disney publie une série de romans dont elle est l’héroïne.
Annette Funicello a également fait une carrière de chanteuse : elle a effectué une tournée dans tous les États-Unis avec la troupe de Dick Clark, et a été liée au chanteur Paul Anka qui a écrit pour elle les chansons Puppy Love et Put your head on my shoulder. La carrière cinématographique d’Annette Funicello a commencé après leur séparation.
En étant un symbole phare de Disney depuis son enfance, Annette incarne tout l'aspect innocent du rêve américain dans une période troublée par la Guerre Froide. Contrairement à beaucoup de stars de Disney, Annette n'a jamais essayé de casser son image de « petite fille modèle » et est restée fidèle à l'idéal Disney toute sa vie. En devenant une "teen idol" à la fin des années 1950, elle gagne un public adolescent. Sa relation avec Paul Anka, incarnera l'image parfaite du couple adolescent que les magazines pour jeunes s'arracheront. Ses films avec Frankie Avalon consacrèrent son statut d'icône de la jeunesse.
Depuis la fin des années 1980, Annette Funicello souffrait de sclérose en plaques, maladie contre laquelle elle a lutté jusqu'au bout. Pour Steven Watts, elle est l'un des produits du système Disney d'intégration, l'utilisation d'un même élément dans l'ensemble des divisions de la société Disney, la télévision, les films, la musique, à l'instar de Fess Parker ou de Kevin Corcoran.

## Filmographie

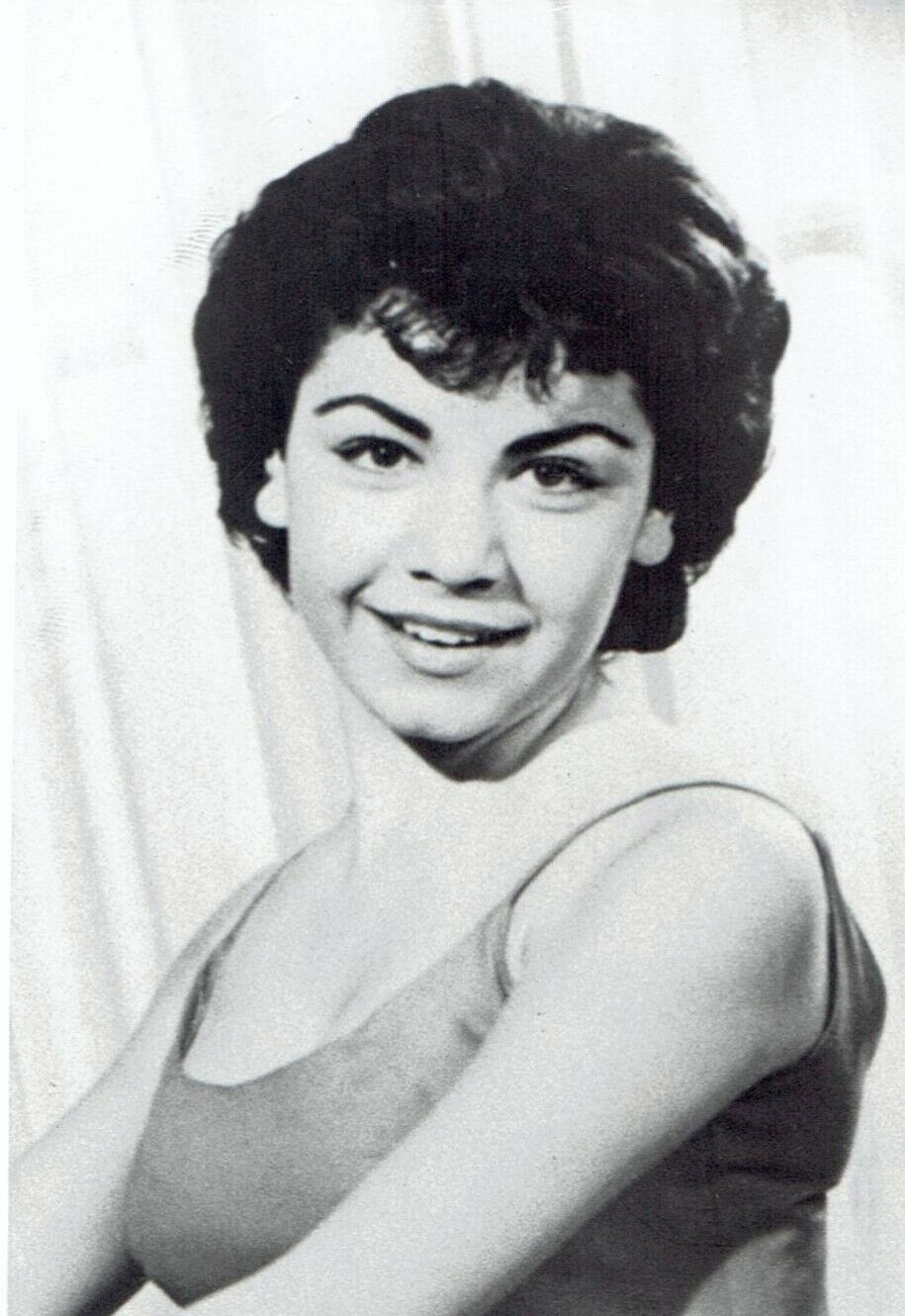
Annette Funicello en 1959.

- 1959 : série télévisée Zorro, arc "À la recherche du père"
- 1959 : Quelle vie de chien ! (The Shaggy Dog) de Charles Barton : Allison D'Allessio
- 1961 : The Horsemasters de William Fairchild (téléfilm) : Dinah Wilcox
- 1961 : Babes in Toyland de Jack Donohue : Mary Contrary
- 1962 : Escapade in Florence (TV) : Annette Aliotto
- 1962 : Elfego Baca: Six Gun Law de Christian Nyby : Chiquita
- 1963 : Beach Party de William Asher : Dolores / DeeDee
- 1964 : Les Mésaventures de Merlin Jones (The Misadventures of Merlin Jones) de Robert Stevenson : Jennifer
- 1964 : Muscle Beach Party de William Asher : Dee Dee
- 1964 : Bikini Beach de William Asher : Dee Dee
- 1964 : Pajama Party de Don Weis : Connie
- 1965 : Beach Blanket Bingo de William Asher : Dee Dee
- 1965 : Un neveu studieux (The Monkey's Uncle) de Robert Stevenson : Jennifer
- 1965 : Ski Party (en) d'Alan Rafkin : Prof. Sonya Roberts
- 1965 : How to Stuff a Wild Bikini de William Asher : Dee Dee
- 1965 : Dr. Goldfoot and the Bikini Machine de Norman Taurog : Fille en prison
- 1966 : Fireball 500 (en) de William Asher : Jane
- 1967 : Thunder Alley de Richard Rush : Francie Madsen
- 1968 : Head de Bob Rafelson : Teresa
- 1985 : Lots of Luck (en) (TV) de Peter Baldwin : Julie Maris
- 1987 : Back to the Beach (en) de Lyndall Hobbs (en) : Annette

## Discographie

### Albums
- 1959 : Annette
- 1960 : Annette Sings Anka
- 1960 : Hawaiiannette
- 1960 : Italiannette
- 1961 : Dance Annette
- 1962 : Annette Funicello
- 1962 : Story of My Teens
- 1963 : Annette's Beach Party
- 1964 : Muscle Beach Party
- 1964 : At Bikini Beach
- 1964 : On Campus
- 1964 : Pajama Party
- 1964 : Something Borrowed Something Blue
- 1965 : Annette Sings Golden Surfin' Hits
- 1984 : Annette Funicello Country Album
- 1995 : Dream Is a Wish Your Heart Makes

### Singles
- 1959 : Tall Paul (Billboard : no 7)
- 1959 : Jo Jo the Dog Faced Boy (no 73)
- 1959 : Lonely Guitar (no 50)
- 1959 : My Heart Became of Age (no 74)
- 1959 : First Name Initial (no 20)
- 1960 : O Dio Mio (no 10)
- 1960 : Train of Love (no 36)
- 1960 : Pineapple Princess (no 11)
- 1960 : Talk to Me Baby (no 92)
- 1961 : Dream Boy (no 87)

### RomansAnnette
Quatre romans de détective ayant pour héroïne Annette Funicello, ont été publiés par Walt Disney (un seul est paru en France) :
- Annette dans la Sierra (Annette: Sierra summer, 1960)  Récit de Doris Schroeder. Traduction de Danièle Clément. Illustrations de François Batet, Hachette, coll. : Idéal-Bibliothèque, 1967
- Annette: Desert Inn Mystery (1961)
- Annette: Mystery of Moonstone Bay (1962)
- Annette: Mystery at Smuggler’s Cove (1963)
- Annette: Mystery of Medicine Wheel (1964)